# Machel Montano
Machel Montano, né le 24 novembre 1974 à Carenage sur l'île de Trinidad est un chanteur (auteur-interprète) et producteur trinidadien.
Icône de la soca, chanteur de calypso, il est considéré comme un des artistes caribéens les plus influents.

## Biographie
À l'école primaire, il chante déjà accompagné par son frère à la guitare. À l'âge de neuf ans, il est choisi pour représenter son école au Junior Calypso Monarch Contest. À dix ans, il monte son propre groupe, Ranasonic Express qui sera par la suite rebaptisé Xtatik, avec qui il enregistre son premier album en 1986 Too young to soca ?. Pendant les dix années suivantes, il remporte pratiquement tous les prix trinidadiens de musique.
Sa carrière aux États-Unis débute dès 1987 lors de sa participation au télé-crochet Star Search.
En 2010, il collabore avec le rappeur cubano-américain Pitbull sur le titre et le clip, Alright.
En 2011, il collabore avec Pitbull et Mohombi Sur Bumpy Ride(Remix).
En 2024, il gagne la compétition de Calypso Monarch.

## Discographie

### Albums solo
- Too young to soca ? (1986)
- Soca Earthquake  (1987)
- Da carnaval (1988)
- Katch Ya! (1989)
- Breakin Out! (1990)
- One step ahead (1991)
- 2000 Young To Soca (2000) (ré-édition)
- The Xtatik Experience (2005)
- B.O.D.Y. (2006)
- The Book of Angels (2007)
- Flame on (2008) (distribué sous le titre Wining Season aux États-Unis)
- Heavenly Drum (2009)
- The Return (2011)
- Double M (2012)
- Going for Gold (2012) (signé par Machel Montano and Friends)
- Machelements (Volume 1) (2013)
- Happiest Man Alive (2014)
- Monk Monte (2015)
- Monk Evolution (2016)

### Albums d'Xtatik
- X Amount Ah Sweetnesss (1992)
- Soca Style Hot (1993)
- By All Means (1994)
- Loose Yuh Waist (1995)
- Men At Work (1996)
- Heavy Duty (1997)
- Xtatik Live (1997)
- Charge (1998)
- Any Minute Now (1999)
- Here Comes the Band (2000)
- Same High (2001)
- On the Cusp (2002)
- The Xtatik Circus (2003) (signé par "Xtatik Band 5.0")
- The Xtatik Parade (2004)